# لی جه یونگ (بازیکن والیبال)
لی جه یونگ (کره‌ای: 이재영؛ زادهٔ ۱۵ اکتبر ۱۹۹۶) بازیکن والیبال اهل کره جنوبی است. خواهر دو قلوی او لی دا یونگ نیز بازیکن والیبال است.